# 12 Golden Country Greats
12 Golden Country Greats è il quinto album in studio del gruppo musicale statunitense Ween, pubblicato nel 1996.

## Tracce
1. I'm Holding You – 4:02
2. Japanese Cowboy – 3:01
3. Piss Up a Rope – 3:33
4. I Don't Wanna Leave You on the Farm – 2:44
5. Pretty Girl – 2:35
6. Powder Blue – 4:16
7. Mister Richard Smoker – 2:42
8. Help Me Scrape the Mucus off My Brain – 2:45
9. You Were the Fool – 4:26
10. Fluffy – 3:31